# Картография

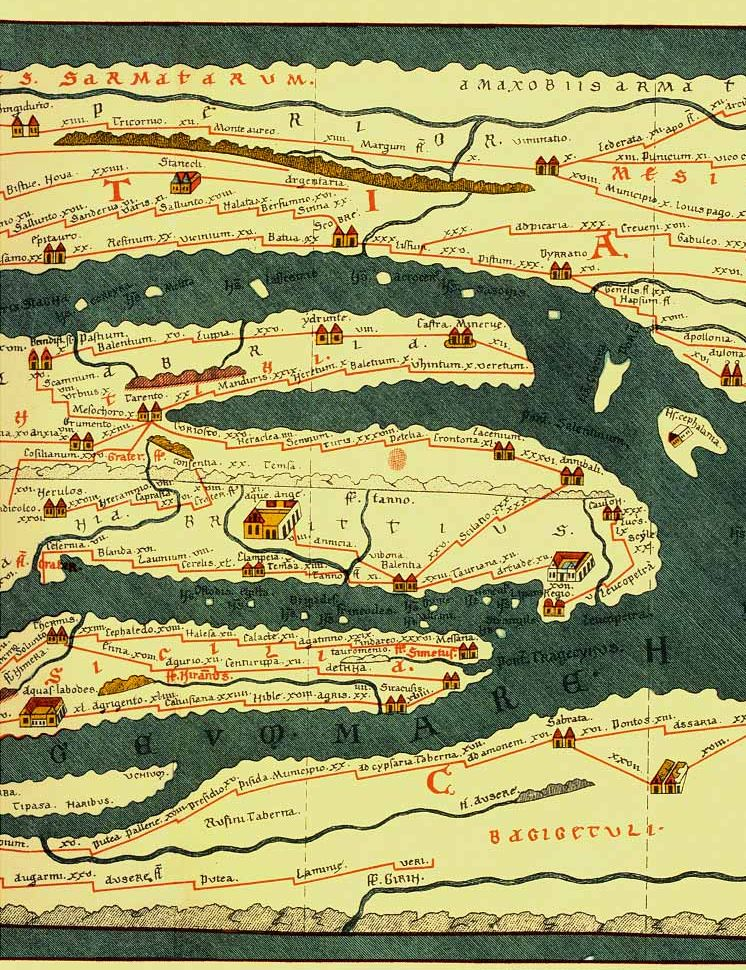
Пейтингерова скрижаль XIII века, копия с древнеримской карты

Картогра́фия (от греч. χάρτης «бумага из папируса» + γράφειν «рисовать») — наука об исследовании, моделировании и отображении пространственного расположения, сочетания и взаимосвязи объектов, явлений природы и общества. В более широкой трактовке картография включает технологию и производственную деятельность.
Объектами картографии являются Земля, небесные тела, звёздное небо и Вселенная. Наиболее популярными плодами картографии являются образно-знаковые модели пространства в виде: плоских карт, рельефных и объёмных карт, глобусов. Они могут быть представлены на твёрдых, плоских или объёмных материалах (бумага, пластик) или в виде изображения на видеомониторе.

### Картоведение

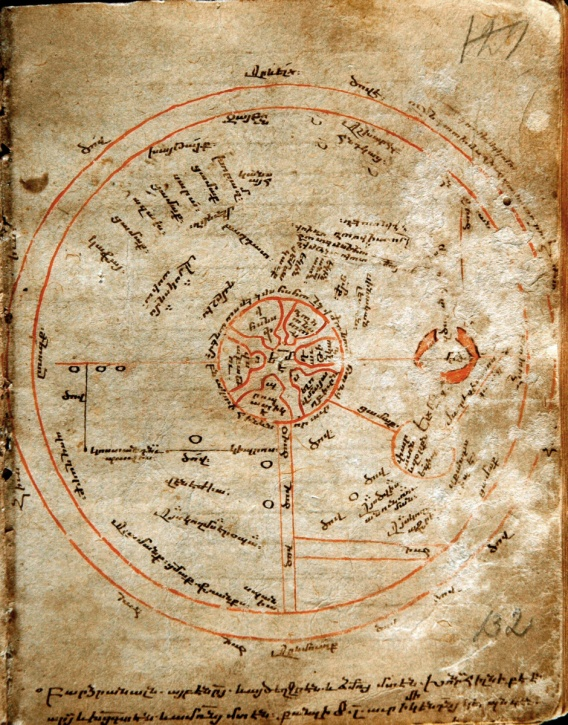
Армянская карта XIII—XIV веков

## Разделы картографии

### Математическая картография
Математическая картография изучает способы отображения поверхности Земли на плоскости. Поскольку поверхность Земли (приблизительно сферическая, для описания которой часто пользуются понятием земного сфероида) имеет определённую, не равную бесконечности кривизну, её нельзя отобразить на плоскости с сохранением всех пространственных соотношений одновременно: углов между направлениями, расстояний и площадей. Можно сохранить только некоторые из этих соотношений. Важное понятие в математической картографии — картографическая проекция, — функция, задающая преобразование сфероидических координат точки (то есть координат на земном сфероиде, выражающихся в угловой мере) в плоские прямоугольные координаты в той или иной картографической проекции (проще говоря, в лист карты, который можно разложить перед собой на поверхности стола). Другой значительный раздел математической картографии — картометрия, которая позволяет по данным карты измерять расстояния, углы и площади на реальной поверхности Земли.

### Составление и оформление карт
Составление и оформление карт — область картографии, область технического дизайна, изучающая наиболее адекватные способы отображения картографической информации. Эта область картографии тесно взаимосвязана с психологией восприятия, семиотикой и тому подобными гуманитарными аспектами.

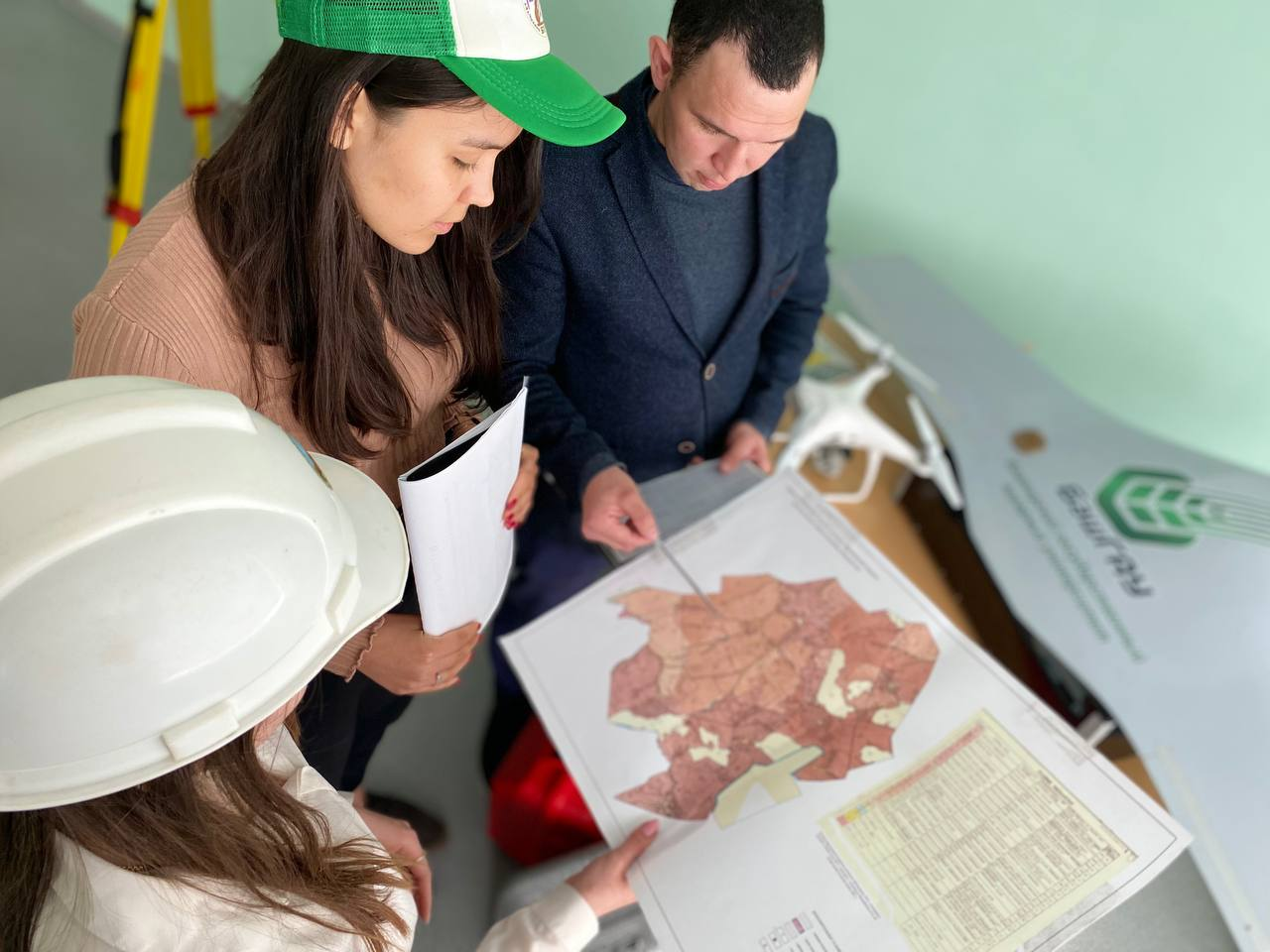
Картография почвенного покрова

Поскольку на картах отображается информация, относящаяся к самым различным наукам, выделяют также такие разделы картографии, как историческая картография, геологическая картография, экономическая картография, почвоведческая картография и другие. Эти разделы относятся к картографии лишь как к методу, по содержанию они относятся к соответствующим наукам.

### Цифровая картография
Цифровая (компьютерная) картография является не столько самостоятельным разделом картографии, сколько её инструментом, обусловленным современным уровнем развития технологии. Например, не отменяя способов пересчёта координат при отображении поверхности Земли на плоскости (изучается таким фундаментальным разделом, как математическая картография), цифровая картография изменила способы визуализации картографических произведений (изучаются разделом «Составление и оформление карт»).
Так, если раньше авторский оригинал карты чертился тушью, то на сегодняшний момент он вычерчивается на экране монитора компьютера или портативного устройства (смартфона, планшета). Для этого используют автоматизированные картографические системы (АКС), созданные на базе специального класса программного обеспечения (ПО). Например, GeoMedia, Intergraph MGE, ESRI ArcGIS, EasyTrace, Панорама , Mapinfo и др.
При этом не следует путать АКС и Географические информационные системы (ГИС), так как их задачи различны. Однако на практике один и тот же набор ПО является интегрированным пакетом, используемым для построения и АКС, и ГИС (яркие примеры — ArcGIS, QGIS, GeoMedia и MGE).

## История картографии

### Древнейшие карты

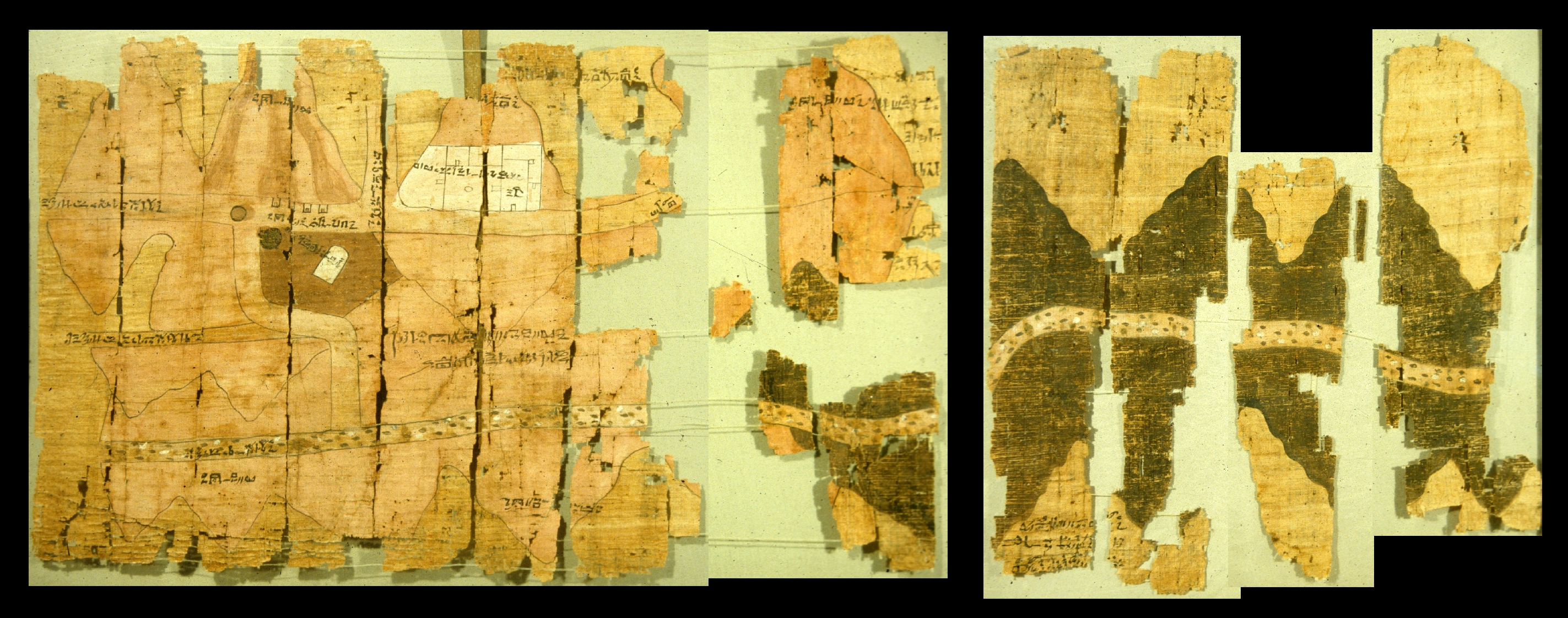
Туринская папирусная карта — древнейшая бумажная карта в мире

Картография появилась, вероятно, ещё до появления письменности в первобытном обществе. Об этом свидетельствует, например, то, что у народов, не имевших письменности в момент их открытия, имелись развитые картографические навыки. Путешественники, расспрашивавшие эскимосов северной Америки о расположении окрестных островов и берегов, получали от них сравнительно внятные описания, в виде карт, нарисованных на кусочках коры, на песке или на бумаге (если она была). Сохранились карты в форме наскальных рисунков в итальянской долине Камоника, относящиеся к бронзовому веку. Аборигены Маршалловых островов ещё до прихода европейцев создавали из бамбуковых палочек, листьев кокосовой пальмы и раковин навигационные карты, на которых были показаны пути между островами архипелага, морские течения и зоны мёртвой зыби. Существует оспариваемая теория, согласно которой роспись, найденная при раскопках поселения Чатал-Хююк на территории современной Турции (между 8-м и 6-м тысячелетием до н. э.), представляет собой древнейшую карту.
Помимо наскальных изображений, до нас дошли древнеегипетские и -вавилонские карты, относящиеся к 3—1 тысячелетию до н. э. — например, Вавилонская карта мира.

### Античность
Древние греки — например, философы милетской школы (примерно VI век до н. э.) — считали Землю диском или четырёхугольником. Однако они уже сомневались в этом, например, философ из той же школы Анаксимандр считал Землю цилиндром.
В IV веке до н. э. начало утверждаться учение о шарообразности Земли. Уже тогда появились первые понятия о климатических зонах, а следовательно, и географической широте. Примерно в 250 году до н. э. Эратосфен определил с помощью геометрических построений радиус Земли с ошибкой не больше 15 %. Понятия широты и долготы были впервые упомянуты в «Географии» Птолемея. Однако на картах Эратосфена линии широты и долготы не были сколь-либо равноотстоящими — расстояние между ними варьировалось для наиболее удобной передачи известных ему пунктов.
Древнегреческая методика определения широты — по максимальной высоте Солнца над горизонтом.
Гиппарх развил учение о широте и долготе и разработал первые картографические проекции. На основании сведений и методики Гиппарха, Клавдий Птолемей составил обширный справочник по координатам различных точек и учебник по составлению карт. Карты Птолемея до нас не дошли, однако их можно восстановить по данным его справочника и методикам. Среди историков картографии существует также точка зрения, согласно которой сам Птолемей не составлял карт, а это сделали по его материалам только византийцы в XIII—XIV веках (данный картографический материал через век был усвоен и развит западноевропейским Возрождением).
Труды Птолемея были вершиной древнегреческого картографического знания. После этого сведения лишь обобщались, а в последующие эпохи картографическое знание пришло в упадок.

### Средневековье

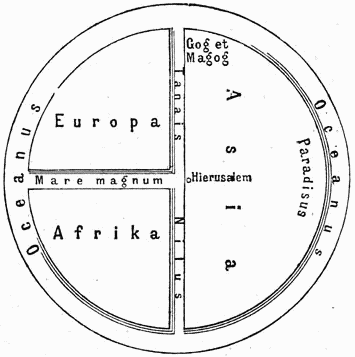
Т и О карта

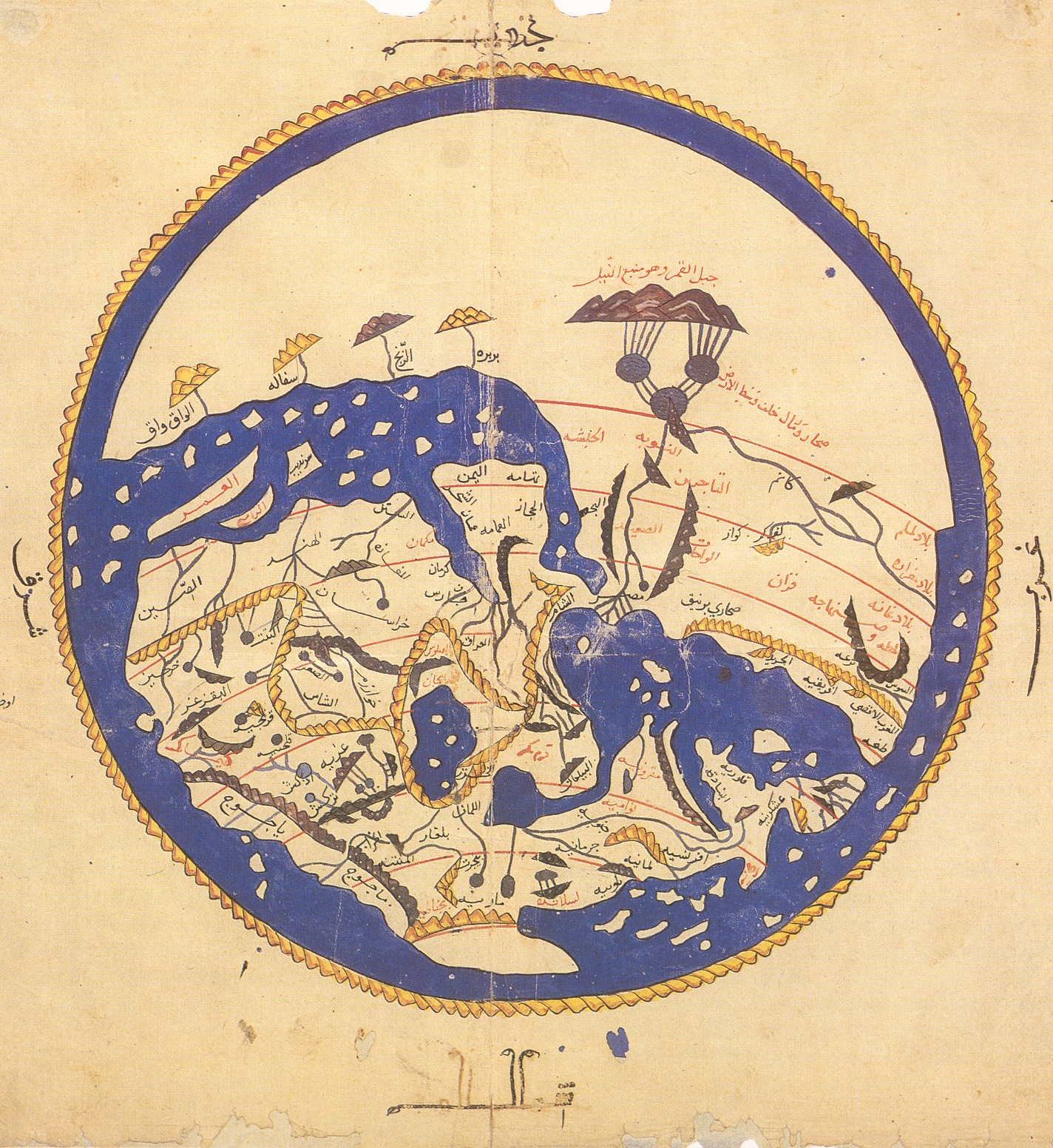
Карта аль-Идриси (сер. XII в.)

В раннем Средневековье картография пришла в упадок. Вопрос о форме Земли перестал быть важным для философии того времени, многие снова начали считать Землю плоской. Получили распространение так называемые Т-О карты, на которых поверхность Земли изображалась состоящей из дискообразной суши, окружённой океаном (буква О). Суша изображалась разделённой на три части Европу, Азию и Африку. Европу от Африки отделяло Средиземное море, Африку от Азии река Нил, а Европу от Азии река Дон (Tanais).

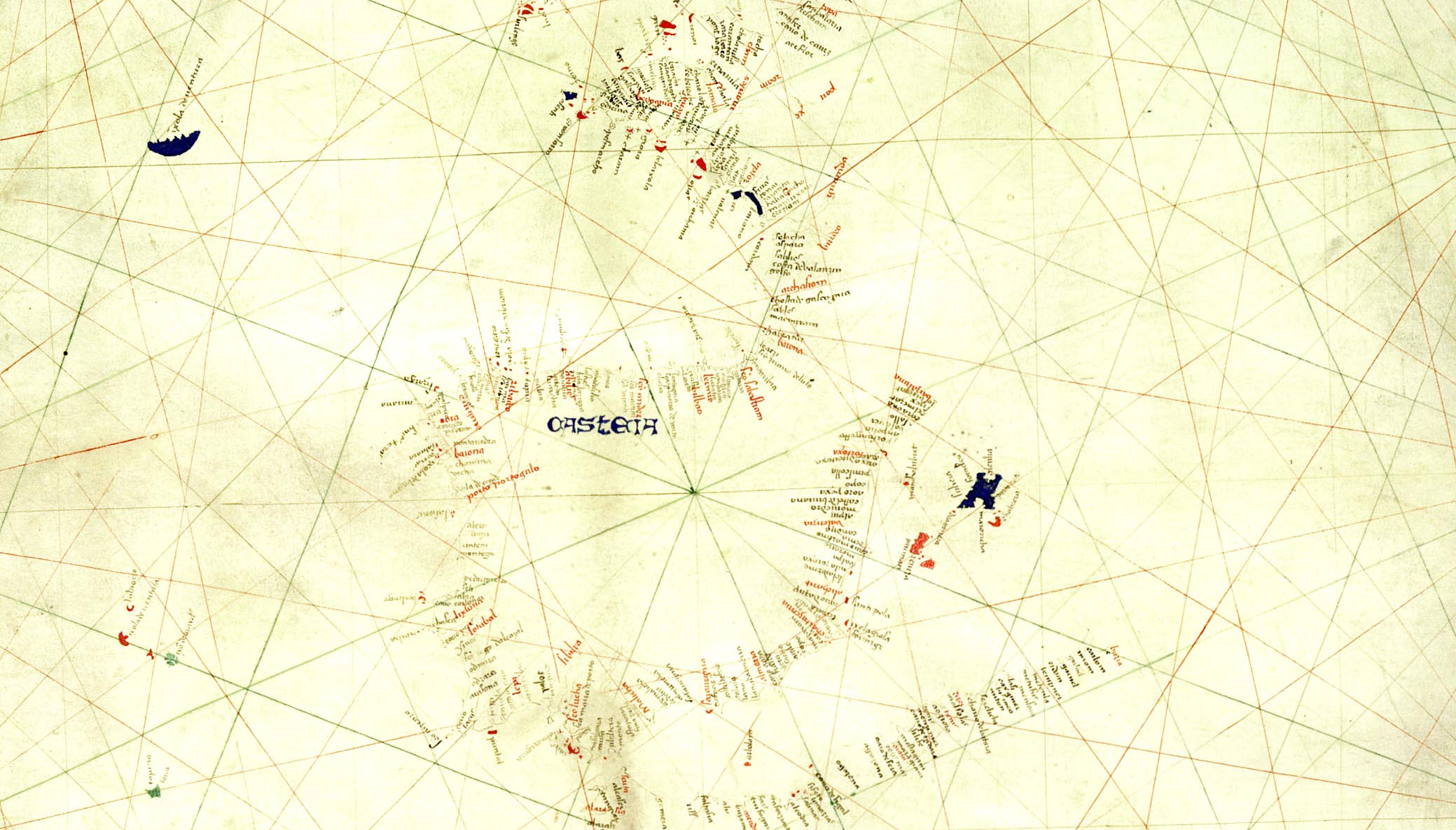
Фрагмент портулана XIV в.

В то же время, традиции Птолемея во многом сохранялись арабскими учёными (вообще, греческая культура дошла до европейцев в основном благодаря арабам). Арабы усовершенствовали методы определения широты Птолемея, они научились использовать наблюдения звёзд вместо Солнца. Это повысило точность. Весьма подробную карту тогдашнего мира составил в 1154 году арабский географ и путешественник Аль-Идриси. Интересная особенность карты Идриси, как, впрочем, и других карт, составленных арабами — юг изображался сверху карты.

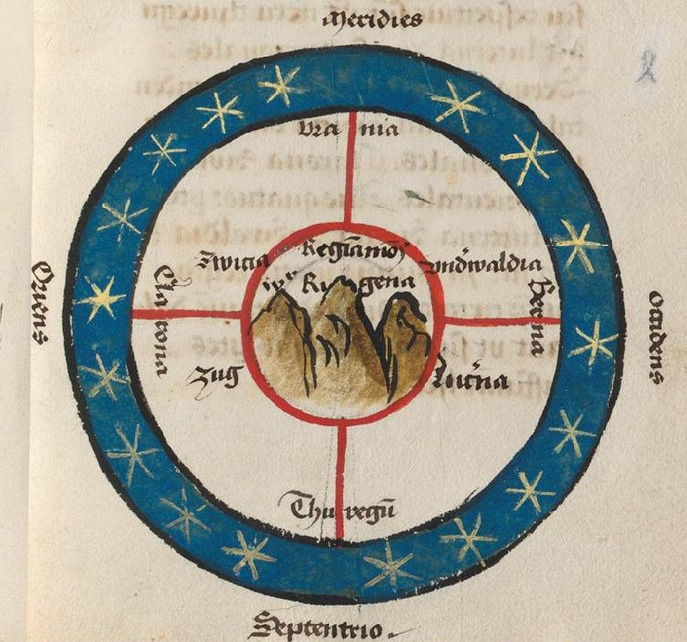
Карта Швейцарии из «Описания Верхнегерманской конфедерации» Альбрехта Бонштеттена (1479)

Некоторую революцию в европейской картографии устроило введение в пользование в конце XIII — начале XIV веков магнитного компаса. Появился новый тип карт — подробные компасные карты берегов портоланы (портуланы). Подробное изображение береговой линии на портуланах нередко совмещалось с простейшим делением на страны света Т-О карт. Первый дошедший до нас портулан датируется 1296 годом. Портуланы служили сугубо практическим целям, и как таковые мало заботились об учёте формы Земли.

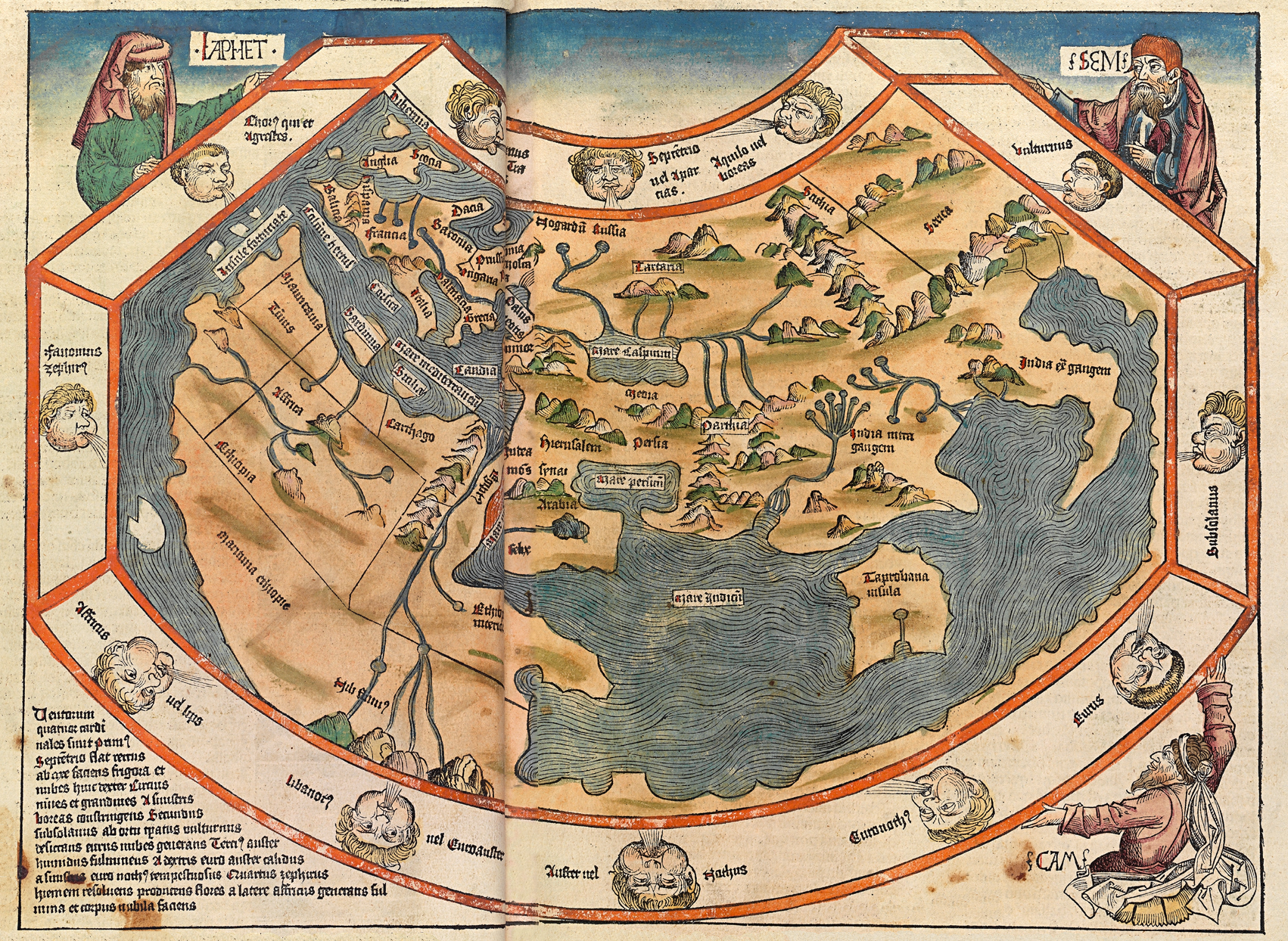
Карта мира из «Нюрнбергской хроники» Хартмана Шеделя (1493)

### Эпоха Возрождения и Новое время
В середине XIV века началась эпоха Великих географических открытий. Важные достижения картографии доколумбовского периода — карта Фра Мауро (1459 года) и «Земное яблоко» — первый глобус, составленный немецким географом Мартином Бехаймом.
После открытия Америки Колумбом в 1492 году в картографии новые успехи — появился целый новый континент для исследования и изображения. Очертания американского континента стали ясны уже к 1530-м годам.
Весьма помогло развитию картографического дела изобретение печатного станка.
Детализированные трёхмерные макеты (сохранилось очень мало археологических находок) и рисованные планы (не сохранились; только упоминаются) местностей — карты — широко применялись в Империи Инков в XV—XVI веках на основе системы направляющих секе, выходящих из столицы Куско. Измерение расстояний и площадей производилось с помощью универсальной единицы измерения — тупу.

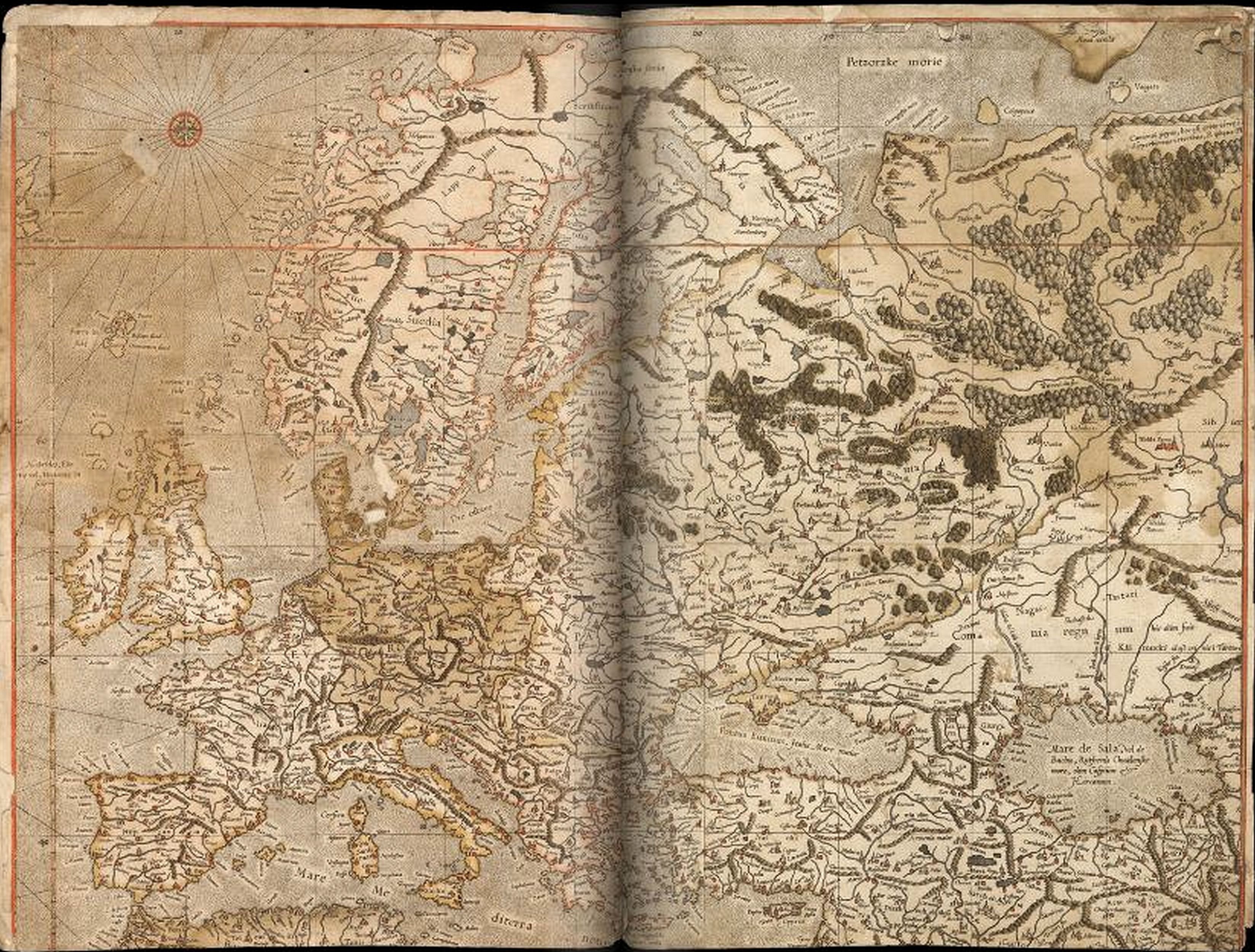
карта Европы Меркатора

Следующая революция в картографии — создание Герхардтом Меркатором и Абрагамом Ортелиусом первых атласов Земного шара. При этом Меркатору пришлось создать картографию как науку: он разработал теорию картографических проекций и систему обозначений. Атлас Ортелиуса под названием "Theatrum Orbis Terrarum" был напечатан в 1570 году, полностью атлас Меркатора был напечатан только после его смерти.
Увеличению точности карт содействуют более точные способы определения широт и долгот, открытие Снеллиусом в 1615 году способа триангуляции и усовершенствование инструментов — геодезических, астрономических и часов (хронометров).
Хотя некоторые довольно удачные попытки составления больших карт (Германии, Швейцарии и т. д.) были сделаны ещё в конце XIV и в XVII веках, однако только в XVIII веке мы видим большой успех в этом отношении, а также существенное расширение более точных картографических сведений по отношению к Восточной и Северной Азии, Австралии, Северной Америке и т. д.
Важное техническое достижение XVIII века — разработка способов измерения высот над уровнем моря и способов изображения высот на картах. Таким образом, появилась возможность снимать топографические карты. Первые топографические карты были сняты в XVIII веке во Франции.

### Развитие картографии в конце XIX — начале XX века
Лишь в конце XIX столетия стали производиться точные инструментальные съёмки на больших пространствах и издаваться настоящие топографические карты различных государств в крупных масштабах. К началу XX столетия съёмка мелкомасштабных топографических карт большинства государств ещё не была закончена. Полностью задачу построения мелкомасштабной карты мира удалось решить только к середине XX века.

### История картографии в России

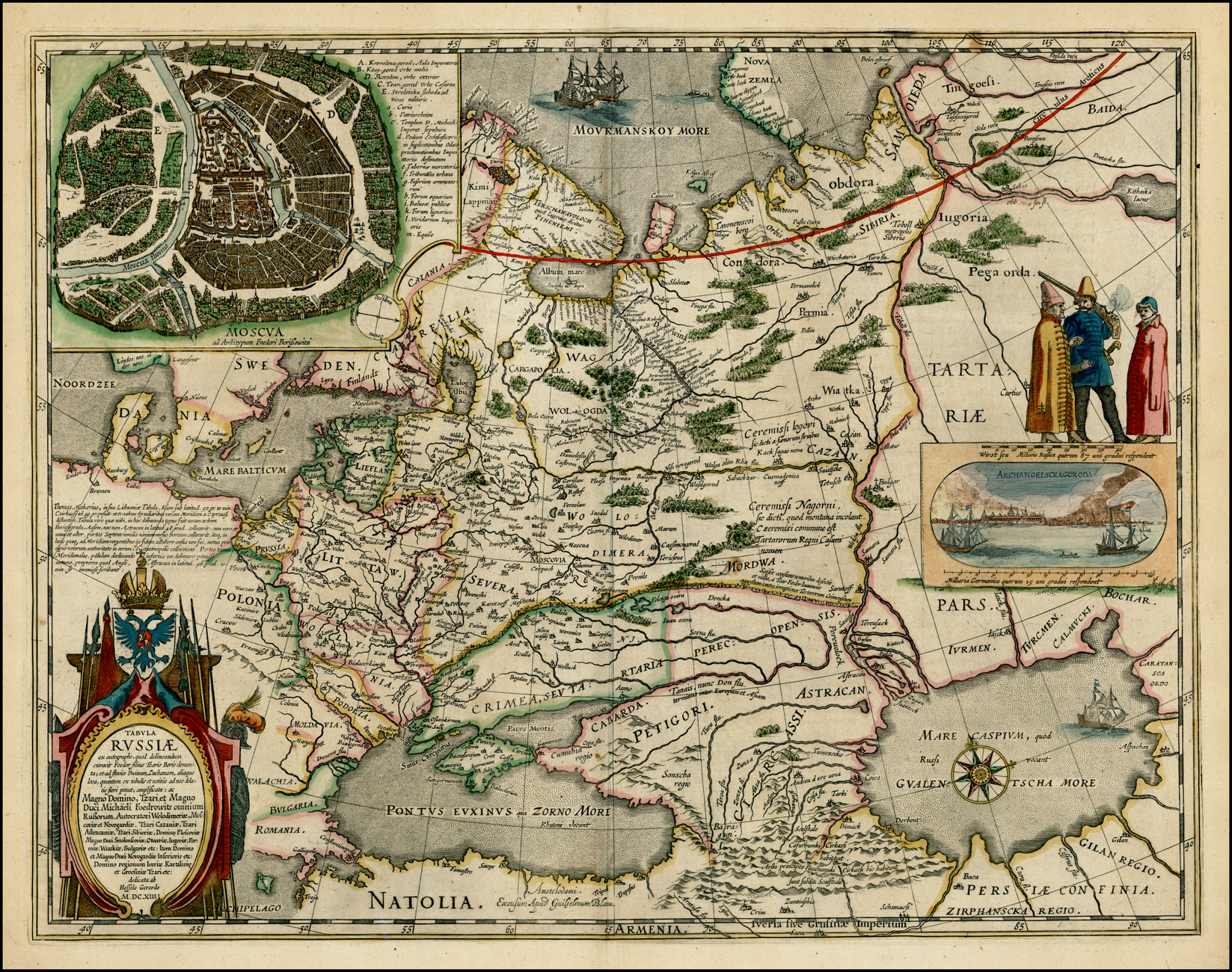
карта Фёдора Годунова, изданная Герритсом в Амстердаме

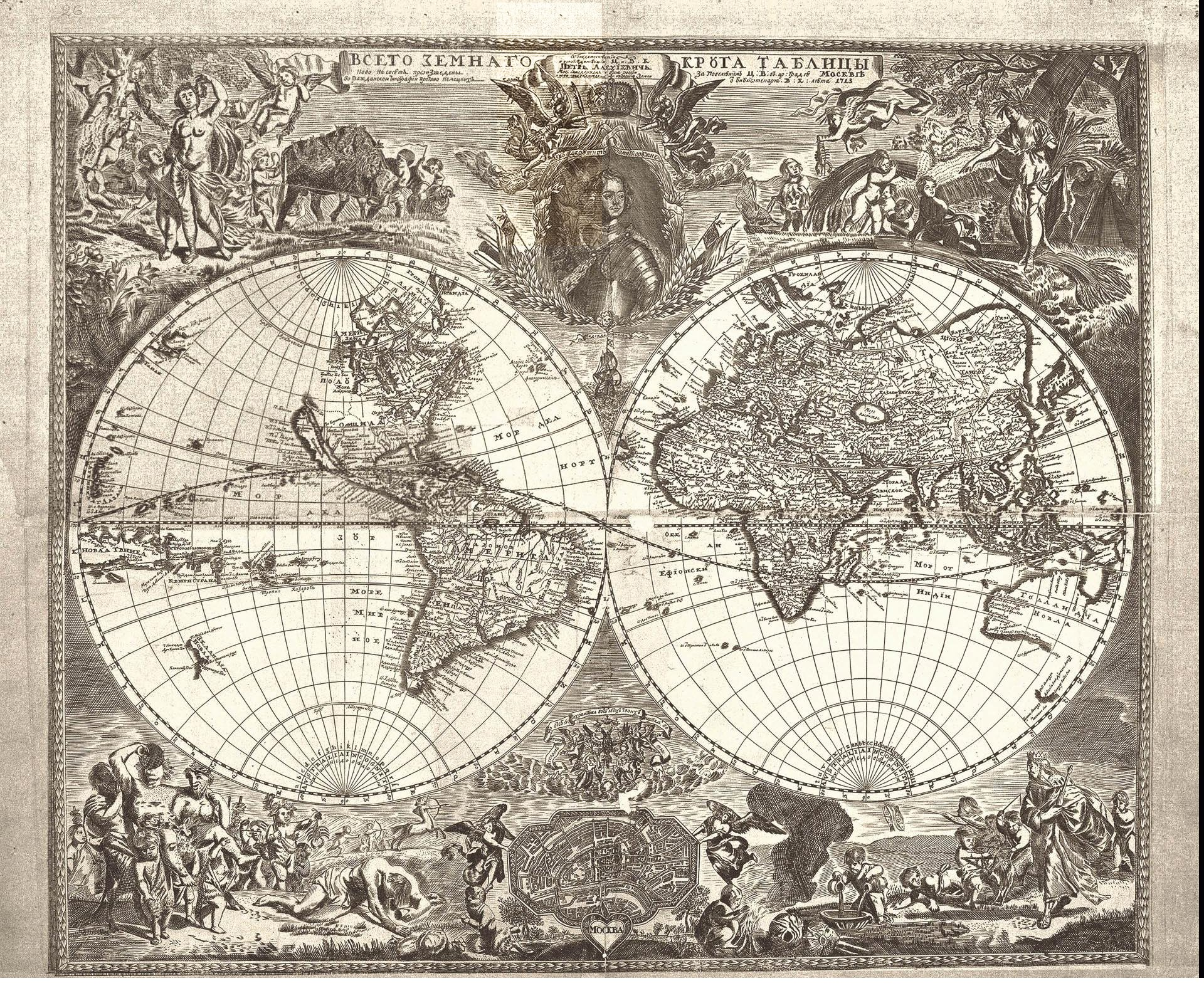
Российская карта мира 1707 года типографии В. О. Киприянова

Уже в допетровскую эпоху в России было известно искусство составления географических чертежей, что доказывает «Большой Чертёж», который начали составлять ещё в XVI веке (по-видимому, по приказу Ивана Грозного), значительно пополненный в XVII веке, но до нас не дошедший; сохранился лишь комментарий к нему, «Книга Большому Чертежу». Первые сохранившиеся карты России были созданы иностранцами, побывавшими в Москве и позже изданные в Европе, к ним относятся карты XVI века Баттиста Аньезе, Антонио Дженкинсона, Сигизмунда Герберштейна, Исаака Масса, Гессель Герритса, Николоса Пискатора и др.
О старинных русских чертежах мы можем получить понятие из карты Сибири, составленной в 1667 году по приказанию воеводы П. И. Годунова (копия этой карты сохранилась в Стокгольмском государственном архиве), из сибирского чертежа Ремезова 1701 года и из нескольких чертежей отдельных местностей конца XVII века, сохранившихся в русских архивах. Что касается «Большого Чертежа», то, вероятно, он послужил основой для составления карты царевича Фёдора Борисовича Годунова, изданной в 1613 году Гесселем Геритсом и карты составленной по поручению Фёодора Борисовича, и посвящённая царю Михаилу Фёдоровичу Николаем Иоанном Пискатором в 1634 году. Эти карты были первыми сколько-нибудь удовлетворительными генеральными картами России, хотя попытки к составлению таковых делались на Западе и ранее.
Некоторые добавления к картографическим сведениям о России, особенно Сибири, были сделаны в XVIII веке — Н. Витсеном и И. Штраленбергом, однако со времён Петра I начинается история бурного развития отечественной картографии. В связи с азовскими походами Пётра I, с 1696 года ведётся тщательное изучение и составление планов местности. В 1704 году появляется первый навигационный атлас реки Дон или «Прилежное описание реки Дону или Танаису, моря Азовскаго или Езера Меотскаго, Понта Эуксинскаго или Чернаго моря» вице-адмирала Корнелия Крюйса, кроме Азовского и Чёрного морей исследуются Каспийское море, Белое и Балтийские моря. В описи береговых линий участвуют в основном морские офицеры и геодезисты, такие как А. Кожин, Ф. Лужин, Прокопий Нагибин и др., для издания карт из-за границы приглашаются гравёры Адриан Шхонебек и Питер Пикарт.
В основе первых картографических работ типографии В. Киприянова, изображающих карты мира составленные на русском языке — это «Глобус географический сиречь землеописательный иже изъявляет четыре части земли: Африку, Азию, Америку и Европу» 1707 года и «Всего земного круга таблицы» 1713 года — лежат европейские карты XVII века, таких издателей как Фредерик де Вит.
Картографические материалы доставлялись в Сенат, секретарь которого, Иван Кирилов, был большой любитель географии; благодаря ему была начата работа над созданием атласа Всероссийской империи. Позже составление и издание карт перешло к Императорской Академию наук, под патронажем которой была выпущена целая серия атласов и генеральных карт Российской империи, первым из которых стал «Атлас сочинённый к пользе и употреблению юношества и всех читателей ведомостей и исторических книг» 1737 года. Множество картографических данных было собрано в результате полярных экспедиций, в эпоху Екатерины II, а также благодаря начавшемуся в это же время генеральному межеванию.
При Павле I составление карт перешло в военное ведомство. 6 ноября 1796 года Павел своим именным указом учредил «Чертежную его императорского величества», первым управляющим был назначен инженер-майор Карл Иванович Опперман, а 8 августа 1797 года эта организация была преобразована в «Собственное его императорского величества Депо карт».
При Александре I в Депо карт была издана подробная Столистовая карта Российской империи, а в 1812 году учреждение было реорганизовано в Военно-топографическое депо, при котором в 1822 году был учреждён корпус военных топографов. В эпоху Александра I в России проводятся топографические исследования методом триангуляции, сначала под руководством генерала Теннера, а затем генерала Шуберта.
После основания Пулковской обсерватории при Николае I было основано императорское Русское географическое общество, геодезия и картография в России сделали значительные успехи и заявили о себе такими крупными работами как измерение (под руководством Струве) дуги меридиана от Лапландии до устьев Дуная и составление (с 1846 года) трёхвёрстной топографической карты западных губерний. При Александре II листы этой карты стали поступать в продажу, в то же время была издана 10-вёрстная карта Европейской России. В 1884 году появилась 100-вёрстная карта Азиатской России на восьми листах А. А. Большева, а в 1895 году была издана «Карта Азиатской России», составленная Э. А. Коверским, в масштабе 200 вёрст в дюйме., многие специальные карты и т. д.
В качестве картографических предприятий дореволюционной России в 1705—1723 годах использовались типография В. Киприянова, с 1727 года типография Академии наук, картографическое заведение А. Ильина, основанное в 1859 году и с 1896 года издательство А. Ф. Маркса, множество карт от иностранных издателей с XVIII века приобреталось для хранения в фондах библиотеки Российской Академии Наук.